# Eduardo Enrique Rodríguez
Eduardo Enrique Rodríguez (20 maggio 1918 – La Plata, 25 marzo 2000) è stato un calciatore argentino, di ruolo difensore.

## Caratteristiche tecniche
Difensore, fu solitamente impiegato come terzino sinistro, ed era soprannominato El Zurdo (il mancino).

## Carriera

### Club
Rodríguez si mise in evidenza per la prima volta giocando con l'Estudiantes di La Plata; con la società dalla maglia bianco-rossa debuttò nel 1939. Nei primi anni 1940 divenne un titolare fisso di questa formazione, assommando più di 150 presenze in Primera División e guadagnandosi, nel 1943, la prima convocazione in Nazionale. Nel campionato 1944 giocò la sua ultima partita con l'Estudiantes, e per la stagione successiva fu acquistato dal River Plate di Buenos Aires. Con la compagine di Núñez debuttò nel 1945, partecipando alla vittoria del campionato e componendo la difesa della Máquina a fianco di Ricardo Vaghi. Vinse un ulteriore titolo nel 1947, e decise poi di lasciare il club a tre partite dalle 100 presenze. Anche lui, come altri calciatori argentini, si trasferì in Colombia, che viveva il periodo di El Dorado.

### Nazionale
Con la propria selezione nazionale raccolse 3 presenze e una rete tra il 1943 e il 1946. Debuttò il 10 luglio 1943, prendendo parte alla Copa Rosa Chevalier Boutell, in cui giocò due partite. Nel 1945 disputò la Copa Nicanor R. Newton, e nel 1946 fu incluso nella rosa per il Campeonato Sudamericano. Durante la competizione non venne mai schierato, ottenendo comunque la vittoria finale.

## Palmarès

### Club
- Campionato argentino: 2

River Plate: 1945, 1947

### Nazionale
- Campeonato Sudamericano de Football: 1

Argentina 1946